# Joachim Castenschiold (skuespiller)
 Der er flere personer med dette navn, se Joachim Castenschiold.
Joachim Lorentz Castenschiold (født 24. august 1964 på Borreby) er en dansk godsejer, skuespiller, teaterdirektør og hofjægermester. Han er den nuværende godsejer på Borreby.
Joachim Castenschiold er søn af godsejer, kammerherre og hofjægermester Carl Henrik Castenschiold og psykoterapeut og kaptajn i Hjemmeværnet Loa Skuladottir født Gudjonsson. Han er uddannet sergent i Hæren, blev civiløkonom, aktieanalytiker og siden driftsleder ved Lyngby Landbrugsskole. 
Castenschiold ville oprindeligt have været skuespiller og blev uddannet på The Stella Adler Academy of Acting & Theatre, in Los Angeles i 1996. Imidlertid stod han som den ældste søn også til at overtage det fædrene gods og vaklede mellem de to meget forskellige karrieremuligheder. I 2002 overtog han Borreby. Det er lykkedes ham at kombinere sine to talenter ved at indrette et teater på Borreby, som han selv står i spidsen for.
Siden 16. april 2011 har han været hofjægermester.
I 2012 slog han og kulturforeningen Vindebroen dørene op for Borreby Teater hvor Joachim har sit virke som teaterdirektør.